# Nikolái Papaleksi
Nikolái Dmítrievich Papaleksi (en ruso: Никола́й Дми́триевич Папале́кси) (1880-1947) fue un físico ruso, reconocido como el fundador de la radioastronomía soviética. Descubrió en 1947 el fenómeno de la emisión de ondas de radio por la corona solar.

## Semblanza
Papaleksi nació el 20 de noviembrejul. (2 de diciembre) de 1880 en Simferópol. 
En 1904 se graduó y posteriormente se doctoró en ciencias físicas y matemáticas por la Universidad de Estrasburgo, donde trabajó hasta 1914 primero como asistente de Carl Ferdinand Braun y después como docente. En Estrasburgo coincidió con Leonid Mandelshtam, que se convirtió en su colaborador científico y amigo. En 1914 fue nombrado consejero de la "Sociedad Rusa de Telegrafía Inalámbrica y Telefonía", que hasta 1916 llevó a cabo un trabajo dirigido a experimentos de radiotelegrafía, incluyendo la comunicación por radio con los submarinos y sistemas de control remoto, dirigiendo el desarrollo de las primeras muestras de tubos de vacío para receptores de radio domésticos.
Participó en la fundación, y luego trabajó, en la Universidad Politécnica Nacional de Odessa (1918-1922), donde fue profesor desde 1922, siendo nombrado consejero en el "Fideicomiso de Telecomunicaciones". A continuación trabajó en la Centro de Radio de San Petersburgo (más tarde Instituto de Electrofísica), donde en los años comprendidos entre 1923 y 1935, junto a L. I. Mandelshtamom, dirigió el departamento de investigación, desarrollando trabajos pioneros en variaciones paramétricas no lineales y métodos de excitación paramétrica de oscilaciones. Mientras trabajó en Leningrado, fue profesor en el Instituto Politécnico de Leningrado.
A continuación pasó a trabajar en el Instituto de Física Lébedev de la URSS, dirigiendo los estudios sobre oscilaciones a partir de 1935 y desde 1938 en el Instituto de Energía de la URSS en Moscú. Desde 1944, desempeñó el cargo de presidente del Consejo Científico de la Unión Soviética para la Física y de Radio-ingeniería en la Academia de Ciencias de la URSS. En diversas etapas también presidió la Sociedad de Física, la Sociedad de Química Física de la Universidad de Leningrado, y la Comisión Polar para el estudio de la radio en el Ártico.
También trabajó en la "Medición de la distancia a la Luna mediante ondas electromagnéticas" (1946), sentando las bases teóricas de la astronomía basada en el radar en la URSS.
Papaleksi es el autor del descubrimiento científico del "Fenómeno de las ondas de radio de la corona solar", publicado el 28 de octubre de 1947 como sigue:
El fenómeno hasta ahora desconocido, que consiste en el hecho de que la fuente de las ondas de radio emitidas por el Sol hacia el espacio exterior es la corona solar, con el área radiante de la corona más intensa que corresponde a las zonas ópticamente activas de la fotosfera del sol.

Estaba casado con Viller Klare Efraimovne. Murió el 3 de febrero de 1947 en Moscú. Fue enterrado en Moscú, el cementerio de Novodévichi.

## Premios y reconocimientos
- Premio. D. I. Mendeleeva (1936, conjuntamente con L. I. Mandelshtamom)
- Premio Stalin (1942)
- Orden de Lenin (1945)

## Eponimia
- El cráter lunar Papaleksi lleva este nombre en su memoria desde 1970.[4]